# Vlag van Amerongen

Vlag van Amerongen

De vlag van Amerongen is de gemeentevlag van de voormalige Nederlandse gemeente Amerongen. Waarschijnlijk is de vlag in of na 1938 ontstaan, na het defilé in Amsterdam tijdens de viering van het 40-jarig regeringsjubileum van koningin Wilhelmina. De vlag bestaat uit drie gelijke horizontale banen van rood, wit en geel, met in het kanton het wapen van Amerongen. De kleuren van de banen komen overeen met de voor Utrecht ontworpen vlag die alleen voor deze gelegenheid is gebruikt, in combinatie met het gemeentewapen in het kanton. Dergelijke vlaggen werden tijdens het defilé gedragen door vertegenwoordigers uit iedere gemeente van Nederland. Amerongen is een van de weinige gemeenten die de vlag daarna is blijven gebruiken als gemeentevlag.
Op 1 januari 2006 ging de gemeente op in de nieuwe gemeente Utrechtse Heuvelrug, waarmee de gemeentevlag van Amerongen kwam te vervallen.

## Verwant symbool

Het wapen van Amerongen

Amerongen 
· Benschop 
· Breukelen 
· Doorn 
· Driebergen-Rijsenburg 
· Harmelen 
· Jutphaas 
· Kamerik 
· Kockengen 
· Leersum 
· Linschoten 
· Loenen 
· Loosdrecht 
· Maarn 
· Maarssen 
· Maartensdijk 
· Mijdrecht 
· Polsbroek 
· Snelrewaard 
· Stoutenburg 
· Vianen 
· Vinkeveen en Waverveen 
· Vleuten-De Meern 
· Vreeswijk 
· Wilnis 
· Zegveld 
· Zuilen